# Тартуський художній коледж
Тартуський художній коледж (ест. Tartu Kõrgem Kunstikool, TKK) — міждисциплінарний прикладний вищий навчальний заклад, який навчає професійних прикладних художників і художників-реставраторів. У Тартуському художньому коледжі, студенти можуть отримати прикладну вищу освіту за спеціальностями: аудіовізуальне мистецтво, дизайн та прикладне мистецтво.

## Факультети
Коледж має сім факультетів:
- Факультет фотографії.
- Факультет живопису.
- Факультет медіа та рекламного дизайну.
- Факультет меблів.
- Факультет шкіряного дизайну.
- Факультет скульптури.
- Факультет текстилю.